# Boerhavia burbidgeana
Boerhavia burbidgeana är en underblomsväxtart som beskrevs av Hewson. Boerhavia burbidgeana ingår i släktet Boerhavia och familjen underblomsväxter. Inga underarter finns listade i Catalogue of Life.

## Bildgalleri

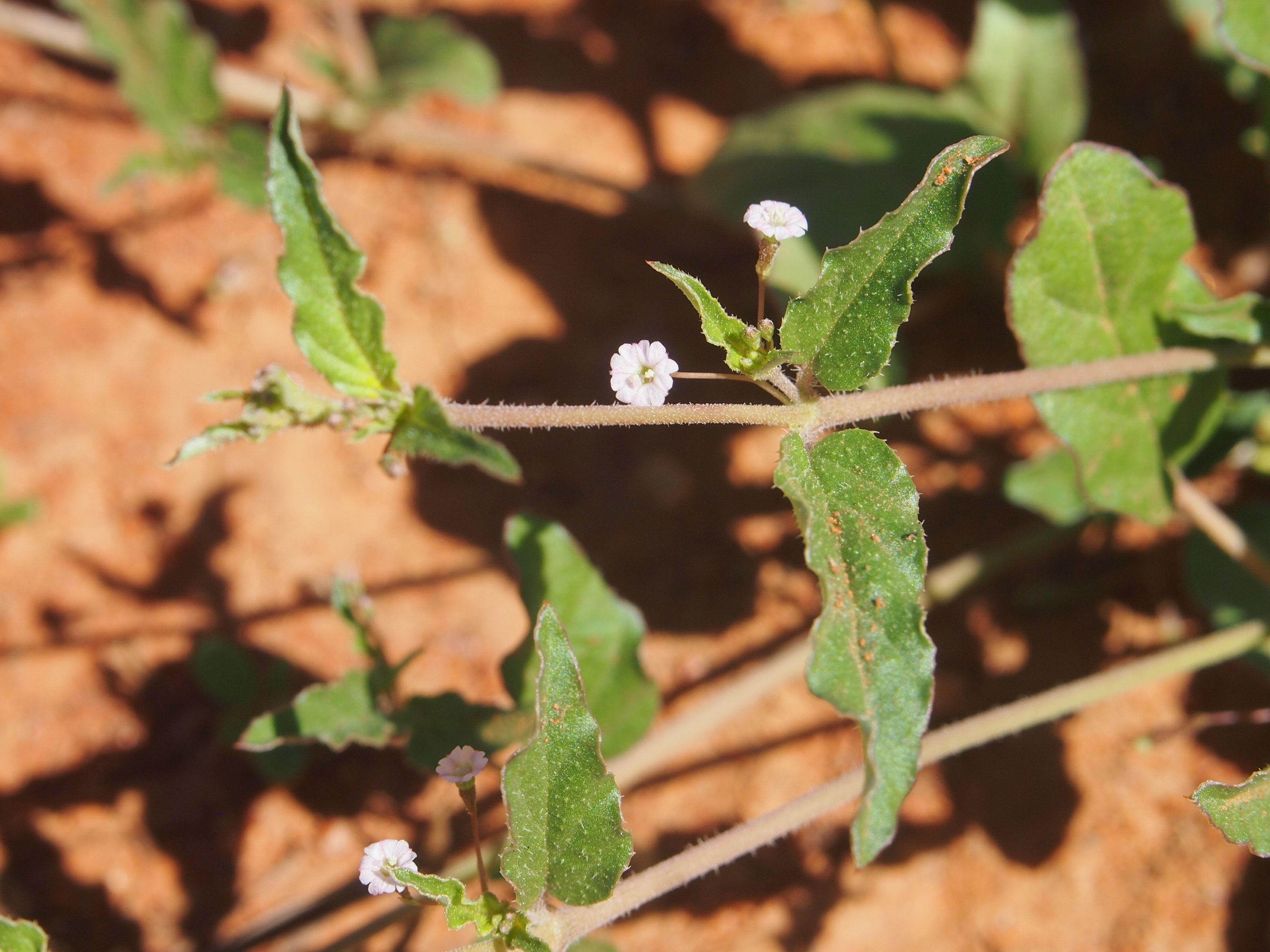
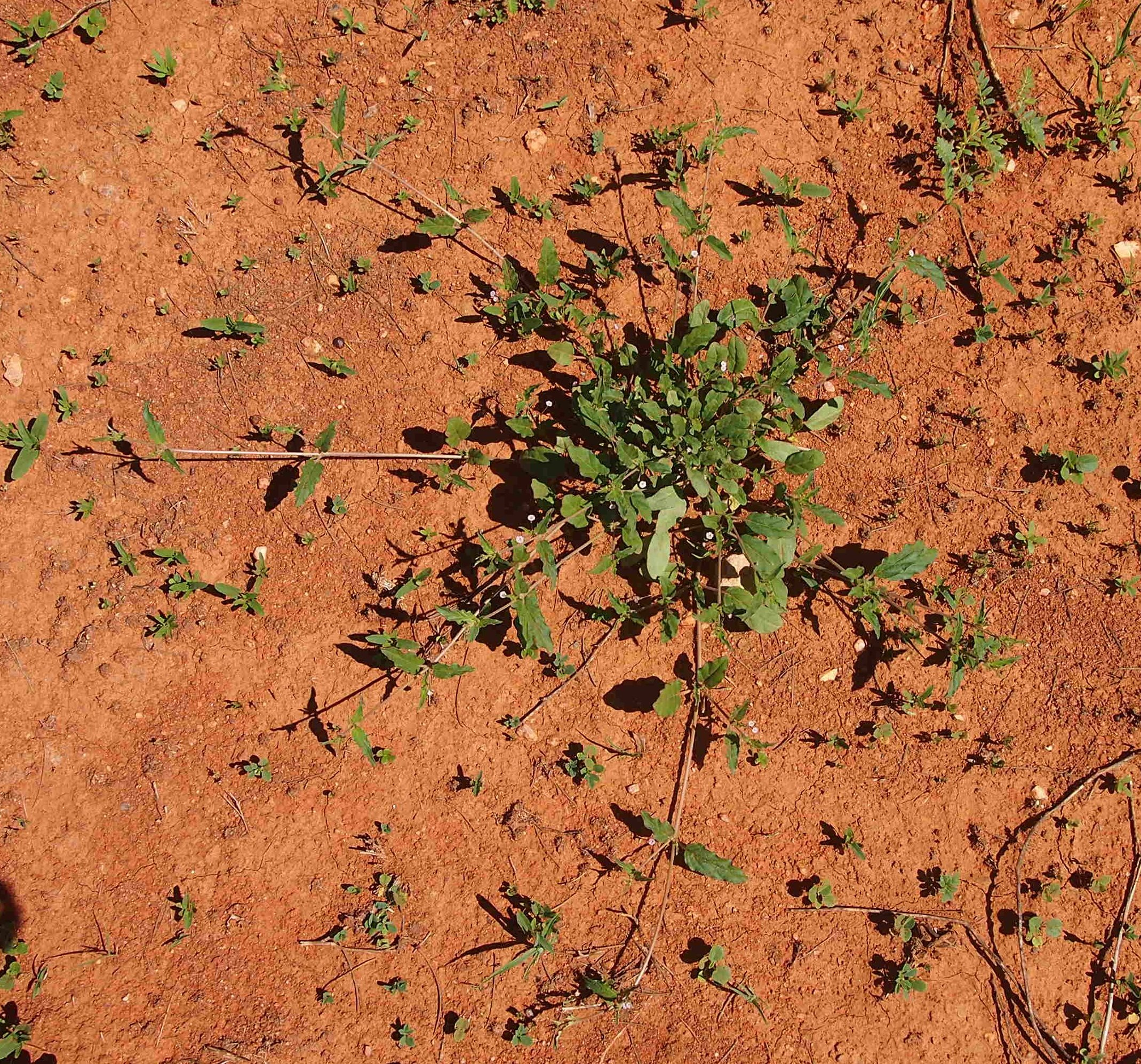